# Die Czardasfürstin (1927)
Die Czardasfürstin ist eine deutsche Stummfilm-Operette aus dem Jahre 1927. Unter der Regie von Hanns Schwarz spielen Liane Haid und Oskar Marion die Hauptrollen. Dem Film liegt die gleichnamige Operette (1915) von Emmerich Kálmán zugrunde.

## Handlung
Prinz Edwin von Weylersheim möchte gern die schöne Vortragskünstlerin Sylva Verescu heiraten, doch seine Eltern sind strikt dagegen, denn die junge Frau erscheint ihnen nicht „standesgemäß“. Die temperamentvolle Tänzerin spielt lediglich in ihrem Berufsleben eine Adelige, nämlich wenn sie auf der Bühne die „Csárdásfürstin“ gibt. Die standesbewussten Eltern haben hingegen längst eine angeblich passendere Partie für ihren Filius ausgespäht, nämlich die Gräfin Stasi. Sie wäre, so meinen die Weylersheims, eine ideale Verbindung. Edwin hat nicht die geringste Lust, diese Gräfin zu heiraten, lässt sich aber scheinbar zunächst darauf ein. Es kommt ihm sehr zupass, dass Stasi ihm gesteht, dass sie ihn ebenso wenig liebt wie er sie und dass sie in Wahrheit längst einen anderen für sich ausgeguckt hat. So wird Edwins Schein-Verlobte zu seiner Verbündeten, wenn es darum geht, die Eltern auszutricksen und seine Sylva doch noch ehelichen zu können. 
Zur anstehenden Verlobung geben der alte von Weylersheim und dessen Gattin ein rauschendes Fest. Hier trifft Edwin seine Sylva wieder, die von Graf Boni, einem Freund Edwins, begleitet wird. Da die „Csardasfürstin“ offensichtlich nicht in das „Komplott“ Edwins und Stasis eingeweiht ist, will sie es ihrem Liebsten heimzahlen und erklärt, Graf Boni sei ihr neuer Verlobter. Sylva ist verärgert, als Edwin auf diese Erklärung nicht so reagiert wie sie es erwartet hat – der Prinz ist nämlich nicht sauer, sondern amüsiert. Er glaubt, dass Sylva sich nur deshalb mit dem Grafen verlobt hat, um auf diesem Wege endlich an den ersehnten Adelstitel zu kommen, der sie als zukünftige Prinzessin auch für seine Eltern akzeptabel macht. Dies ist Edwin durchaus recht, und er rät Sylva geradezu, diese Fake-Verlobung durchzuziehen. Sie möge sich, so rät Edwin Sylva, danach schnellstmöglich wieder scheiden lassen. Nun aber hat Sylva genug von diesem Standesdünkel, und es kommt zum Eklat. Es stellt sich heraus, dass auch nicht jeder der Adeligen „reinsten Blutes“ ist, und so können sich Edwin und Sylva doch noch vor den Traualtar wagen. Der sitzengelassene Graf Boni bekommt stattdessen Gräfin Stasi.

## Produktionsnotizen, Veröffentlichung
Die Dreharbeiten zu Die Czardasfürstin begannen am 10. September 1926 in Ungarn mit den Außenaufnahmen und wurden im Januar 1927 in den UFA-Ateliers in Potsdam-Babelsberg beendet. Der Film passierte am 5. März 1927 die Zensur und wurde am 15. März 1927 in Berlins Ufa-Palast am Zoo uraufgeführt. Der mithilfe des ungarischen Filmfonds hergestellte Streifen besaß sechs Akte, verteilt auf 2596 Meter, und wurde mit Jugendverbot belegt. 
Uwe Jens Krafft entwarf die Filmbauten, Fritz Klotzsch übernahm die Aufnahmeleitung. István Eiben unterstützte 1926 Chefkameramann Curt Courant bei den Außenaufnahmen, Helmar Lerski gestaltete in Deutschland die Spezialaufnahmen. Imre Ráday gab hier sein Filmdebüt und erhielt daraufhin anschließend einen Vertrag angeboten, der ihm in Deutschland eine Leinwandkarriere ermöglichte.

## Rezeption
Der Film erfuhr nur wenig Aufmerksamkeit, allerdings gab acht Jahre später Oskar Kalbus in seinem Heft „Vom Werden der deutschen Filmkunst“ angesichts der Flut von Operettenverfilmungen jener späten Stummfilmjahre („Die Försterchristel“, „Die keusche Susanne“, „Der Soldat der Marie“, „Der Zigeunerbaron“, „Der Orlow“, „Der Bettelstudent“, „Der fidele Bauer“, „Polnische Wirtschaft“, „Prinzessin Olalala“, „Gräfin Mariza“) generelle Anmerkungen zu diesem Filmgenre ab: „Man konnte sich nicht entschließen, die Verfilmung von Operetten einzustellen, obwohl gerade sie den Zeitproblemen so meilenweit fern sind, daß sich eine Verbindung zwischen der Operettenhandlung und der Wirklichkeit kaum noch erreichen läßt.“